# یلنا جانکوویچ
یلنا جانکوویچ (انگلیسی: Jelena Čanković؛ زادهٔ ۱۳ اوت ۱۹۹۵) بازیکن فوتبال اهل صربستان است.
از باشگاه‌هایی که در آن بازی کرده‌است می‌توان به فرنتس‌واروش و بارسلونا اشاره کرد.
وی همچنین در تیم ملی فوتبال زنان صربستان بازی کرده‌است.